# 宁夏回族自治区监察委员会
宁夏回族自治区监察委员会，简称宁夏回族自治区监委，是中华人民共和国宁夏回族自治区的省级地方国家监察机关，与中国共产党宁夏回族自治区纪律检查委员会合署办公。